# 上安特亞蒙

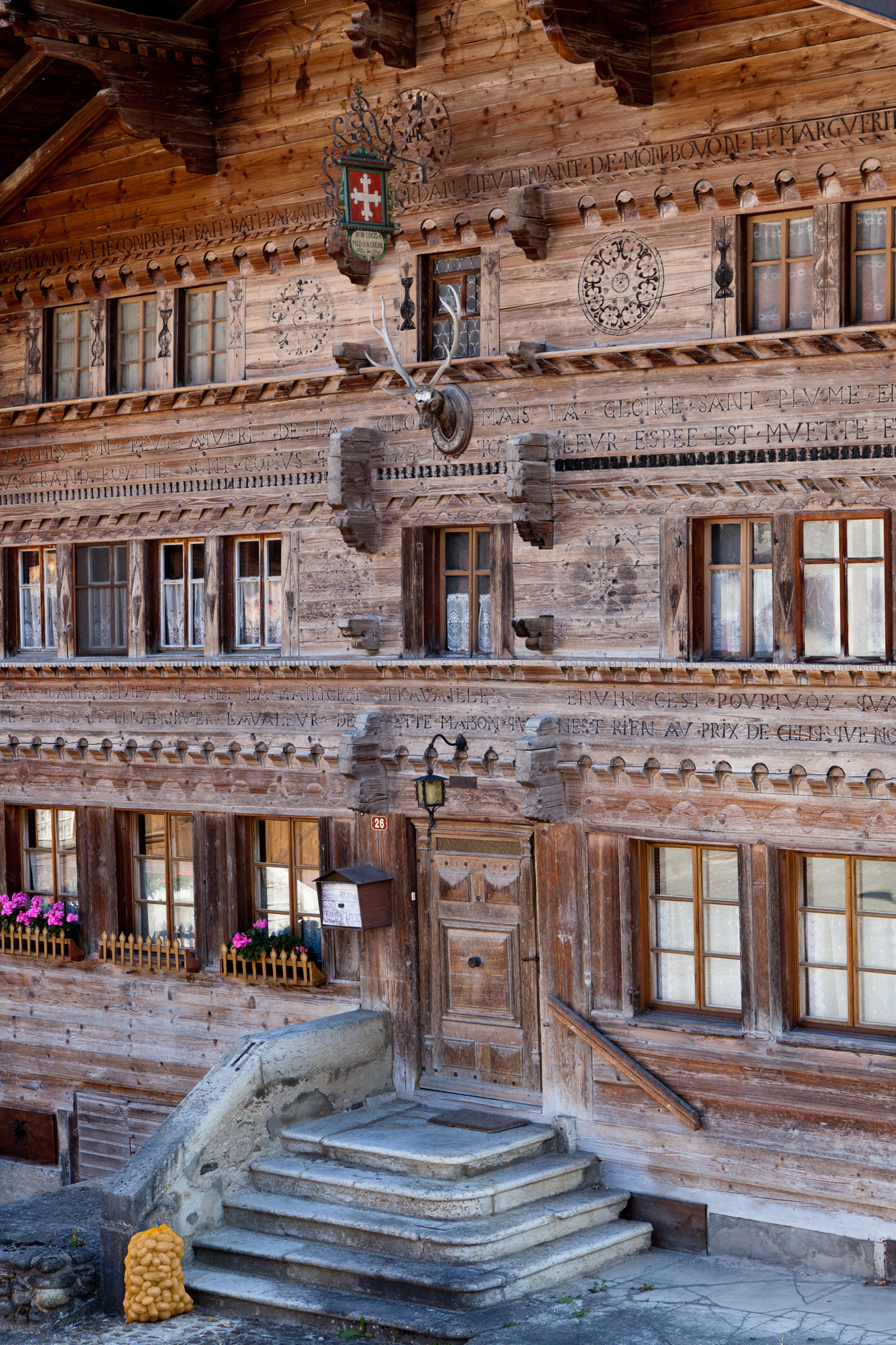

上安特亞蒙（Haut-Intyamon）是瑞士的城鎮，位於該國西部，由弗里堡州負責管轄，面積60.45平方公里，海拔高度763米，2011年人口1,412，八成半人口信奉羅馬天主教，人口密度每平方公里23人。